# John Young (homme d'affaires)
Pour les articles homonymes, voir John Young et Young.
John Young, né à Ayr, en Écosse le 11 mars 1811 et mort le 12 avril 1878 à Montréal à l'âge de 67 ans, est un marchand et homme d'affaires canadien.

## Biographie
John Young s'installa au Canada avec sa famille en 1826. Il travailla d'abord pour un marchand de Kingston, (Haut-Canada), et, au début des années 1830, entra au service de négociants en gros de Montréal à titre de commis. À compter de 1835, il mit sur pied diverses sociétés commerciales, dans l'import-export et le transport des marchandises. 
|  |

John Young vint aussi en aide au Curé Labelle qui s’efforçait dans les années 1860 et au début des années 1870, de faire construire le chemin de fer pour la colonisation du nord de Montréal à Saint-Jérôme. Dès 1856, il s’intéressa aux projets de Joseph-Édouard Cauchon de construire le chemin de fer de la rive nord entre Québec et Montréal. John Young avait été l’un des premiers à se rendre compte de la nécessité de bâtir un pont à Montréal en vue de prolonger la voie ferrée de la rive sud jusqu’au port. À partir de 1845, il recommanda donc la construction du pont Victoria, achevé en 1860.
Il fut actif à la Commission du havre de Montréal (ancêtre du Port de Montréal) entre 1850 et 1878, année de sa mort. Il occupa la présidence de la Commission du havre de 1853 à 1866. Il s'employa à faire améliorer les installations portuaires et les accès au port de Montréal, mesures qui eurent un effet décisif sur l'augmentation du tonnage. 
Il fut aussi député au parlement canadien de 1851 à 1857 puis député libéral de Montréal-Ouest à la Chambre des communes entre 1872 de 1874. Il ne se représentera pas en 1874.

## Monument à John Young

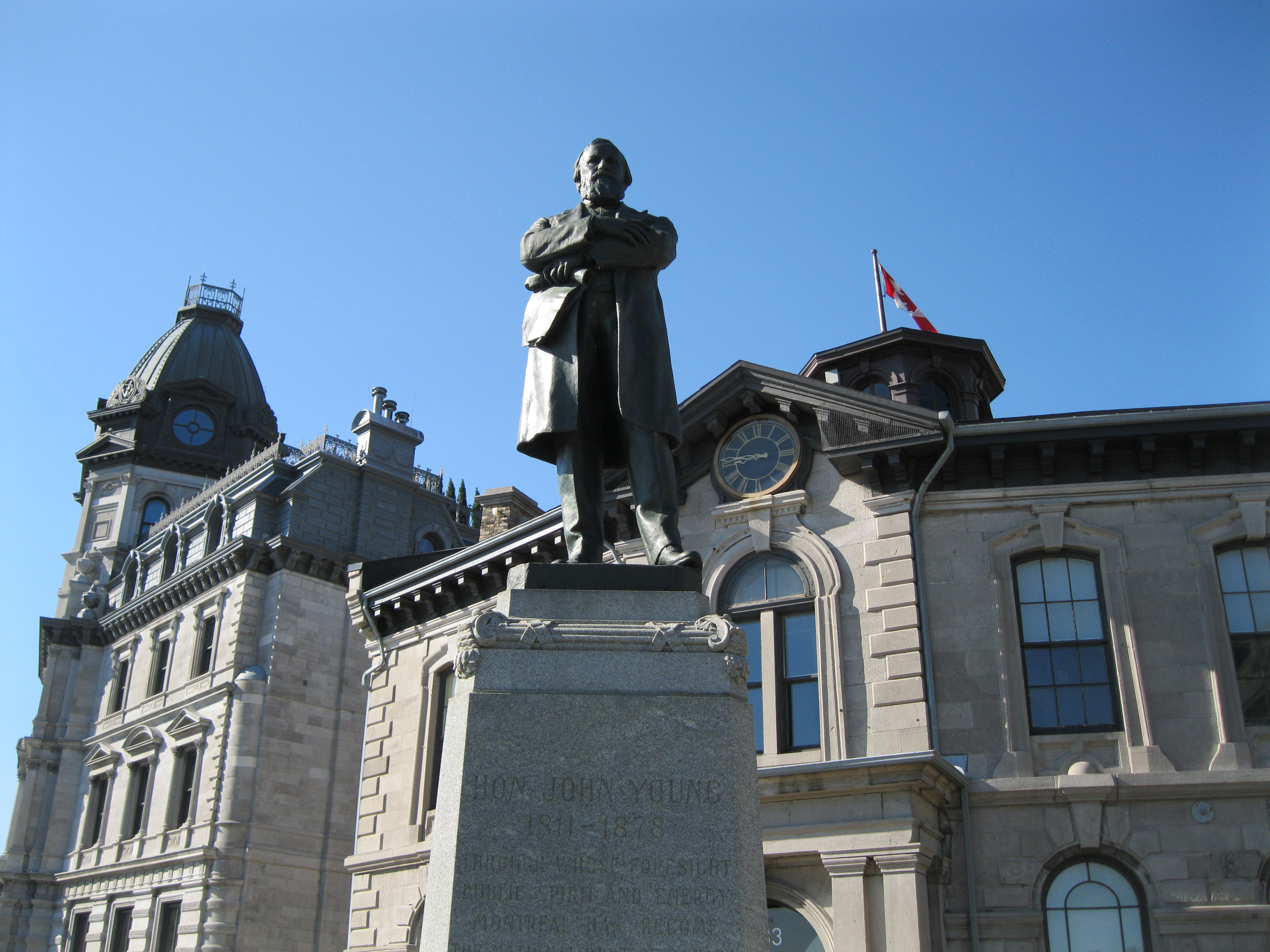
Monument à John Young.

En 1908, le John Young Memorial Committee est créé avec le soutien du gouvernement canadien et de la Commission du Havre de Montréal. Le Comité propose l’érection d’un monument qui doit rappeler le rôle de John Young dans l’évolution du port de Montréal.
C’est le sculpteur Louis-Philippe Hébert qui le réalise. Le monument est dévoilé officiellement en 1911, l’année du centième anniversaire de naissance de John Young. En 1952, le monument est déplacé vers l’intérieur de la Pointe-à-Callière. En 1997, le monument est déplacé une fois de plus, devant l’édifice Allan. Le monument à John Young est aujourd'hui situé au numéro 333 rue de la Commune ouest, à l’intersection de la rue Saint-Pierre, la rue D'Youville et la rue de la Commune.